# SOFR
担保付翌日物調達金利（Secured Overnight Financing Rate SOFR ）は、ロンドン銀行間取引金利（LIBOR）の代替として選択された既存の担保付き銀行間 翌日物金利であり参照レートである。 

## 歴史
2017年6月、 米国連邦準備銀行の代替参照レート委員会は、 Libor(LIBOR)の代替案としてSOFRを選択した。委員会は、そのレートの基となる買戻し市場(レポ市場)の安定性に注目している。
ニューヨーク連邦準備銀行は、2018年4月に金利の公表を開始した。
2018年8月、 バークレイズは金利に関連するコマーシャルペーパーを発行した最初の銀行になった。そして、約5億2,500万米ドルの短期債務を売却し。ファニーメイはSOFRに関連付けられた60億ドルの有価証券をそれより前の2018年7月に発行し、2018年10月には同じくSOFRに関連付けられた50億ドルのその2度めの発行をした。

## 技術的特徴
SOFRは、一晩で財務省証券（米国債）が貸与または借入される、財務省証券（米国債）の買い戻し市場 （レポ市場）に基づいている。SOFRは、財務省証券（米国債）のレポの取引状況からのデータを使用し、ニューヨーク連邦準備銀行が翌営業日のニューヨーク時間の午前8時頃に公表するレートを計算する。
世界の規制当局は、（さまざまな通貨にわたるローン、デリバティブおよびその他の金融商品といった、最終的に約350兆ドルにもおよぶ額にリンクされていると考えられる、金融システムの重要な部分である）ロンドン銀行間取引金利（LIBOR）から、それを世界中の銀行が操作したという事を訴追者が発見した後、移行すると決めたが、そのベンチマークの基になるボリュームが枯渇するのもまた厄介の種だった。米国の場合、連邦準備制度の支援を受けたグループは、担保付き翌日物調達金利（SOFR）を選び2018年4月その公表を開始したが、しかしながら、前述の未曾有のスキャンダルに悩まされている Liborベンチマークからの離脱は、世界の金利市場にとって大きな問題であり、米国で1つの代替品を処理するには負担が重くなりすぎているようにみえる。
国際決済銀行（BIS）は、中央銀行の銀行として機能しするが、3月に、万能の代替案は実現可能でも望ましくもないかもしれないと述べた。SOFRは、談合の問題を解決するという事実にもかかわらず参加者が世界の資金調達市場のストレスを測定するのには役立たず、それはつまり、SOFRは他の何かと共存する可能性が高いということである。